# Бурже
Бурже (фр. Bourget) насеље је и општина у Француској у региону Париски регион, у департману Сена Сен Дени која припада префектури Бобињи.
По подацима из 2011. године у општини је живело 14.978 становника, а густина насељености је износила 7200,96 становника/km². Општина се простире на површини од 2 km². Налази се на средњој надморској висини од 45 метара (максималној 48 m, а минималној 38 m).

## Демографија
| 1962.  | 1968. | 1975.  | 1982.  | 1990.  | 2011.  |
| ------ | ----- | ------ | ------ | ------ | ------ |
| 10.106 | 9.679 | 10.534 | 11.021 | 11.699 | 14.978 |

График промене броја становника у току последњих година